# Simulatore circuitale
La simulazione circuitale rappresenta una branca dell'elettrotecnica che si occupa dello studio di circuiti elettrici per mezzo di modelli matematici. Nella sua accezione più comune, essa prevede l'implementazione dei modelli matematici dei circuiti per mezzo di software dedicato o generico.
In tale contesto un simulatore circuitale è un programma per calcolatore che analizza la descrizione di un circuito e ne calcola il funzionamento in varie situazioni. 
I simulatori circuitali sono basati sui metodi di analisi standard della teoria dei circuiti, in particolare il metodo della analisi nodale modificata (MNA) e della tabella sparsa (STA).
La simulazione circuitale è essenziale per la progettazione di circuiti, in particolare se di dimensioni medie o grandi. Per mezzo degli strumenti di simulazione circuitale, infatti, è possibile progettare un circuito elettrico limitando al minimo indispensabile la realizzazione di prototipi.
I simulatori circuitali più conosciuti sono quelli derivati da SPICE (SPICE2, SPICE3, NGSPICE, HSPICE, PSPICE etc). Di alcuni di questi simulatori è liberamente disponibile il codice sorgente.